# Louis Renault (giurista)
Louis Renault (Autun, 21 maggio 1843 – Barbizon, 8 febbraio 1918) è stato un giurista francese, vincitore del Premio Nobel per la Pace insieme con Ernesto Teodoro Moneta nel 1907.

## Vita e opere
Figlio di un libraio, si diplomò nel 1860 a Digione, e successivamente studiò letteratura e diritto tra Digione e Parigi. Insegnò dal 1868 al 1873 a Digione e successivamente all'Università di Parigi. Dal 1874 insegnò anche diritto internazionale nella neocostituita École libre des Sciences Politiques; fu professore di diritto internazionale all'Università di Parigi dal 1881, e durante questo incarico diede alle stampe una serie di pubblicazioni in materia.
Fu nominato nel 1890 consigliere del Ministro degli esteri, posto creato appositamente per lui, e rappresentò il suo paese in diverse conferenze internazionali, incluse la seconda Conferenza di pace dell'Aia nel 1907, e la conferenza di Londra del 1908-1909. Fu anche membro della Corte internazionale di giustizia.